# Vauchelles (Oise)
Vauchelles ist eine französische Gemeinde mit 245 Einwohnern (Stand: 1. Januar 2022) im Département Oise in der Region Hauts-de-France. Sie gehört zum Kanton Noyon und zum Gemeindeverband Pays Noyonnais. Die Einwohner werden Vauchellois genannt.

## Geografie
Vauchelles liegt im Pays Noyonnais etwa 26 Kilometer nordöstlich von Compiègne. Umgeben wird Vauchelles von den Nachbargemeinden Porquéricourt im Norden, Noyon im Osten, Larbroye im Süden und Südwesten sowie Suzoy im Westen.

## Bevölkerungsentwicklung
| Jahr                      | 1962 | 1968 | 1975 | 1982 | 1990 | 1999 | 2006 | 2013 |
| ------------------------- | ---- | ---- | ---- | ---- | ---- | ---- | ---- | ---- |
| Einwohner                 | 183  | 208  | 219  | 256  | 275  | 279  | 303  | 282  |
| Quelle: Cassini und INSEE |      |      |      |      |      |      |      |      |

## Sehenswürdigkeiten
- Kirche Saint-Nicolas-Saint-Fiacre